# 橋本成広
橋本 成広（はしもと しげひろ、 1956年6月14日 - ）は、日本の生体医工学者。工学博士（東京工業大学）・医学博士（北里大学）。大阪工業大学工学部生体医工学科・生命工学科元教授、元医工学研究センター長（文部科学省学術フロンティア推進事業2015選定）。ライフサポート学会会長。
専門は、生体医工学・生体機械工学/バイオメカニクス、人工臓器。

## 略歴
1979年東京工業大学工学部機械物理工学科卒業。その間、ベルリン自由大学人工心臓研究所にて研修。1981年東京工業大学大学院理工学研究科生産機械工学専攻修士課程修了。同年、北里大学医学部助手を経て、1987年医学博士（北里大学）。1989年同大学医学部生体工学講師を経て、1990年工学博士（東京工業大学）。1994年大阪工業大学工学部に着任、電子工学科助教授（生体システム工学・制御工学担当）。同学科教授を経て、2006年同学部生体医工学科教授、医工学研究センター長。2007年同大学大学院工学研究科生体医工学専攻教授（生体機械工学・バイオメカニクス担当）。2010年同学部生命工学科教授。2011年大阪工業大学退職。
大阪工業大学工学部において、15年以上の長きに渡り教鞭を執り、特に2006年に新設された生体医工学科（のちの、生命工学科）で医工学研究室を担当し、同大学医工学研究センター長を務めるなど、初期の生体医工学・生体機械工学の研究推進・医工連携に貢献した。その後、2011年より工学院大学工学部機械工学科教授を務めている。また、東京工業大学大学院理工学研究科非常勤講師、関西医科大学非常勤講師も務めた。
主な所属学会は、日本生体医工学会、日本機械学会、日本臨床バイオメカニクス学会、ライフサポート学会、日本バイオマテリアル学会、国際人工臓器学会など。主な受賞は、Session Best Paper Award of 14ht World Multi-Conference on Systemics Cybernetics and Informatics 2010(オーランド)、Merit Medal of 15th World Multi-Conference on Systemics Cybernetics and Informatics 2011(オーランド)。

## 主な著書・編著
- 生体機械工学入門 ISBN 4339072346
- 機械工学便覧 - デザイン編β8生体工学 ISBN 4888981485
- 生体計測工学入門 ISBN 433900720X
- 生体システム工学入門 ISBN 4501318503

## 主な研究
- せん断流中における赤血球の破壊に関するバイオメカニクス的研究[7]
- 生体組織ゲルの局所インピーダンスのバイオメカトロニクス的計測システムの開発
- 無細胞生体由来組織を基材としたバイオアクチュエータの開発
- 電気パルスによる骨格筋細胞収縮の制御
- 関節軟骨における電気インピーダンスと力学特性との関係[8]